# Gare de Fontenay-sous-Bois
Pour les articles homonymes, voir Gare de Fontenay.
La gare de Fontenay-sous-Bois est une gare ferroviaire française de la commune de Fontenay-sous-Bois (département du Val-de-Marne).

## Situation ferroviaire
La gare se situe à l'est de la bifurcation des deux branches orientales de la ligne A ; la voie 1 (vers Paris) de la branche A2 passe au-dessus des voies de la branche A4 (direction Marne-la-Vallée - Chessy) dont les trains ne desservent pas la gare.

## Histoire
La gare actuelle est ouverte en 1969. Cette gare souterraine est desservie par les trains de la ligne A du RER parcourant la branche A2 de Boissy-Saint-Léger.
Selon la RATP, la fréquentation annuelle en 2021 est estimée à 2 121 720 voyageurs.

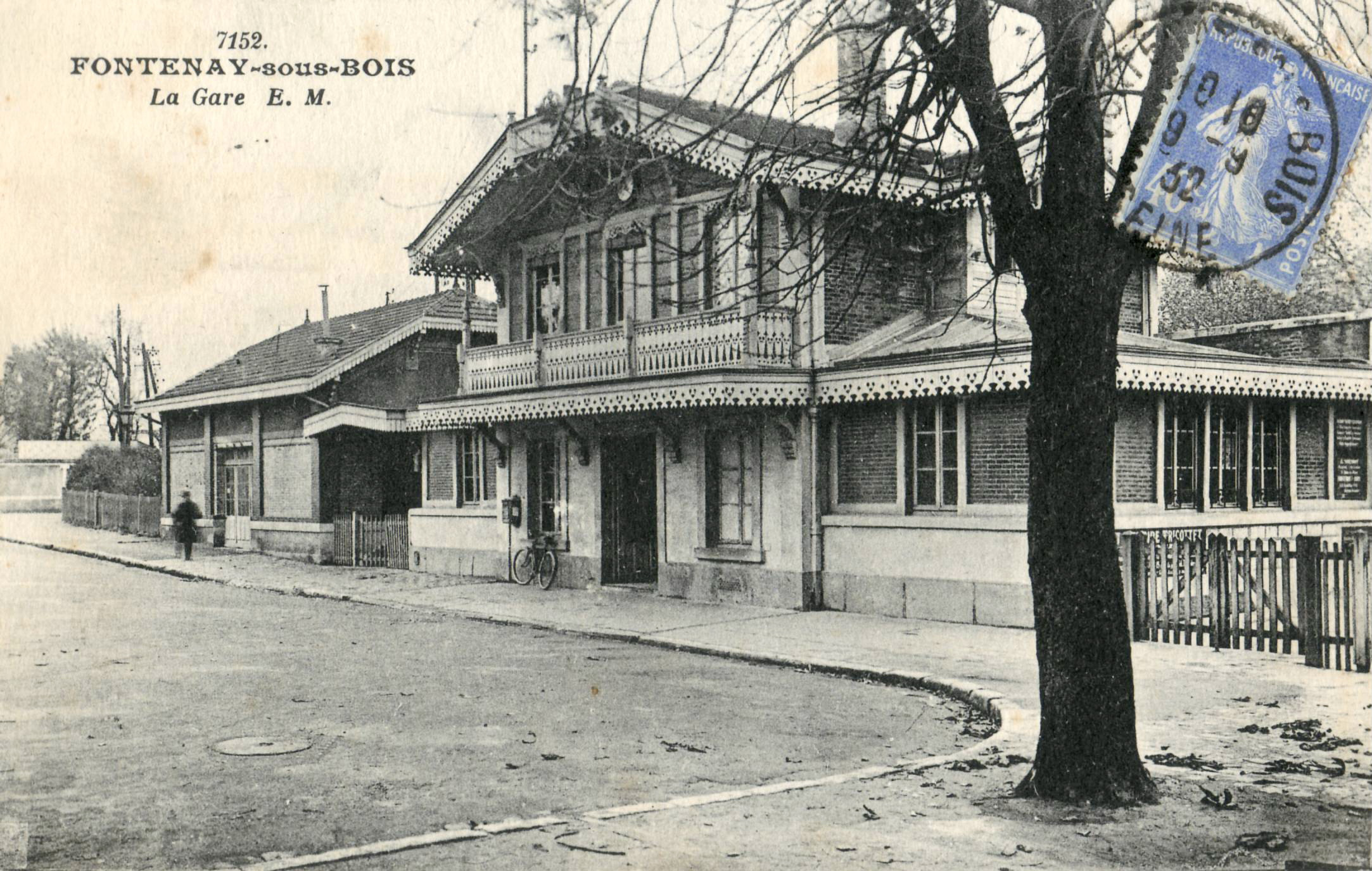
Place de la Gare.
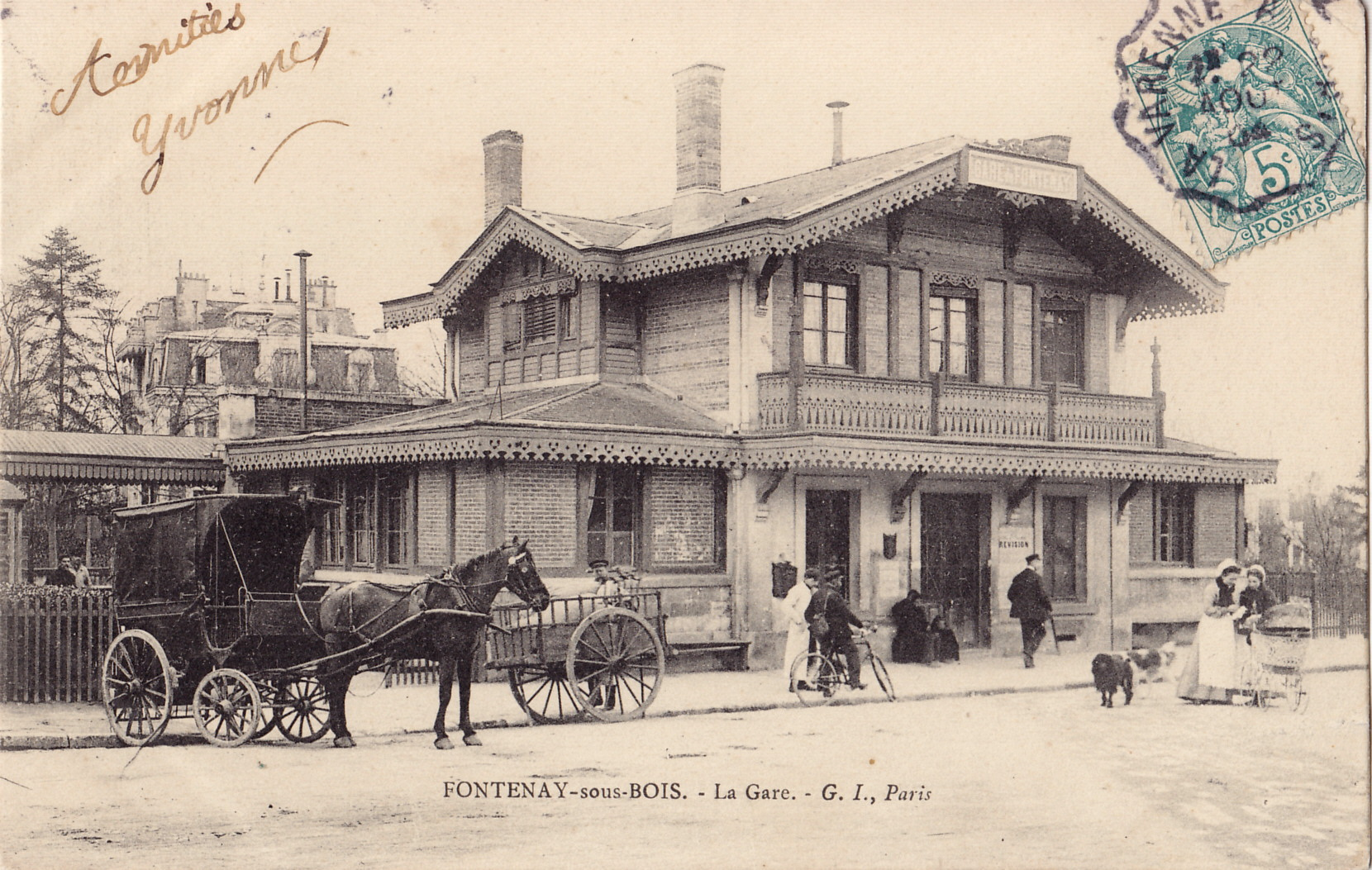
Entrée de la gare, vers 1904.

## Service des voyageurs

### Accès
La gare comporte trois accès :
- l'accès no 1 « place Moreau David» ;
- l'accès no 2 « boulevard de Vincennes » ;
- l'accès no 3 « avenue des Charmes ».

Accès à la gare
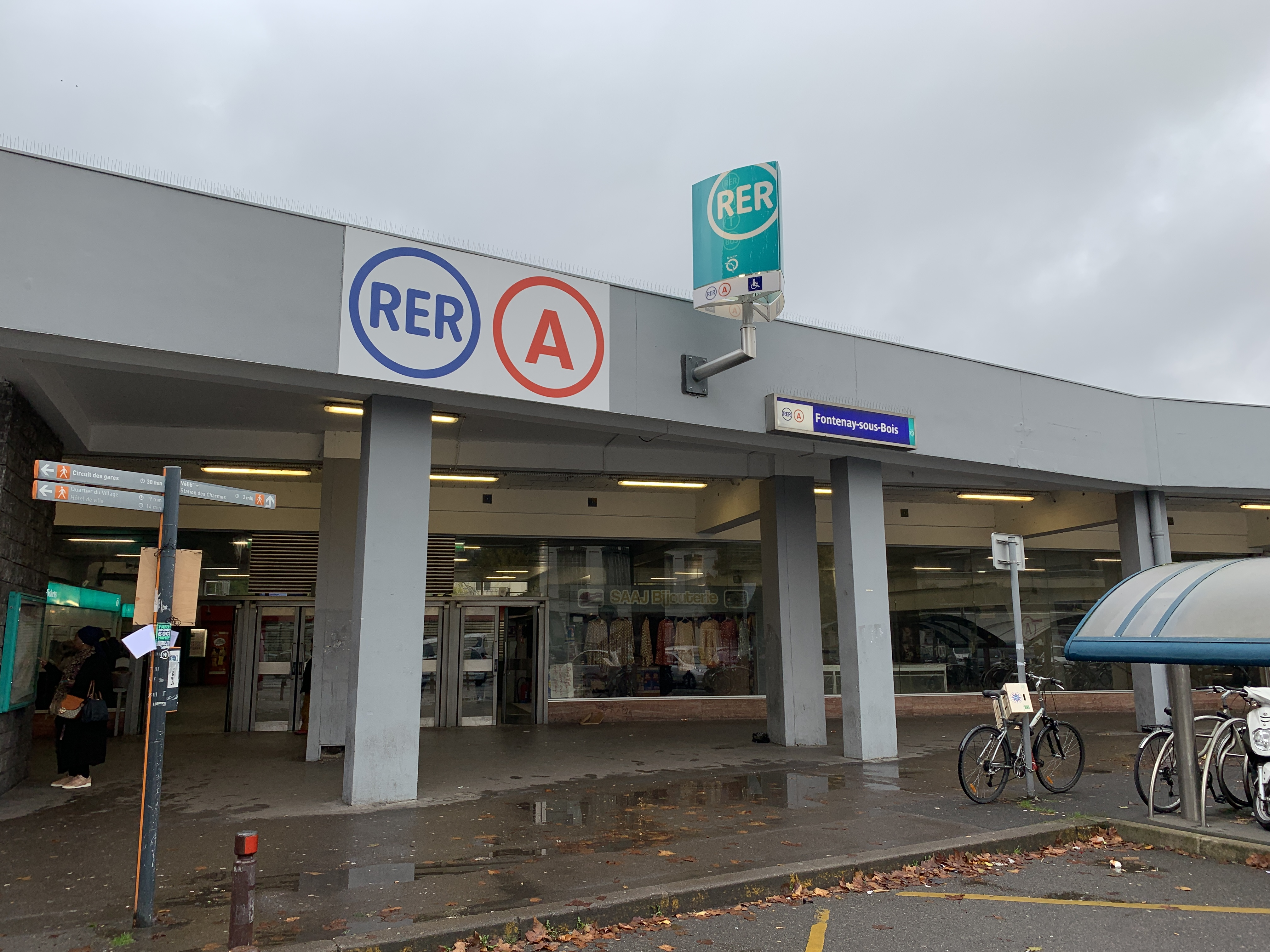
L'accès no 1 « Place Moreau David ».
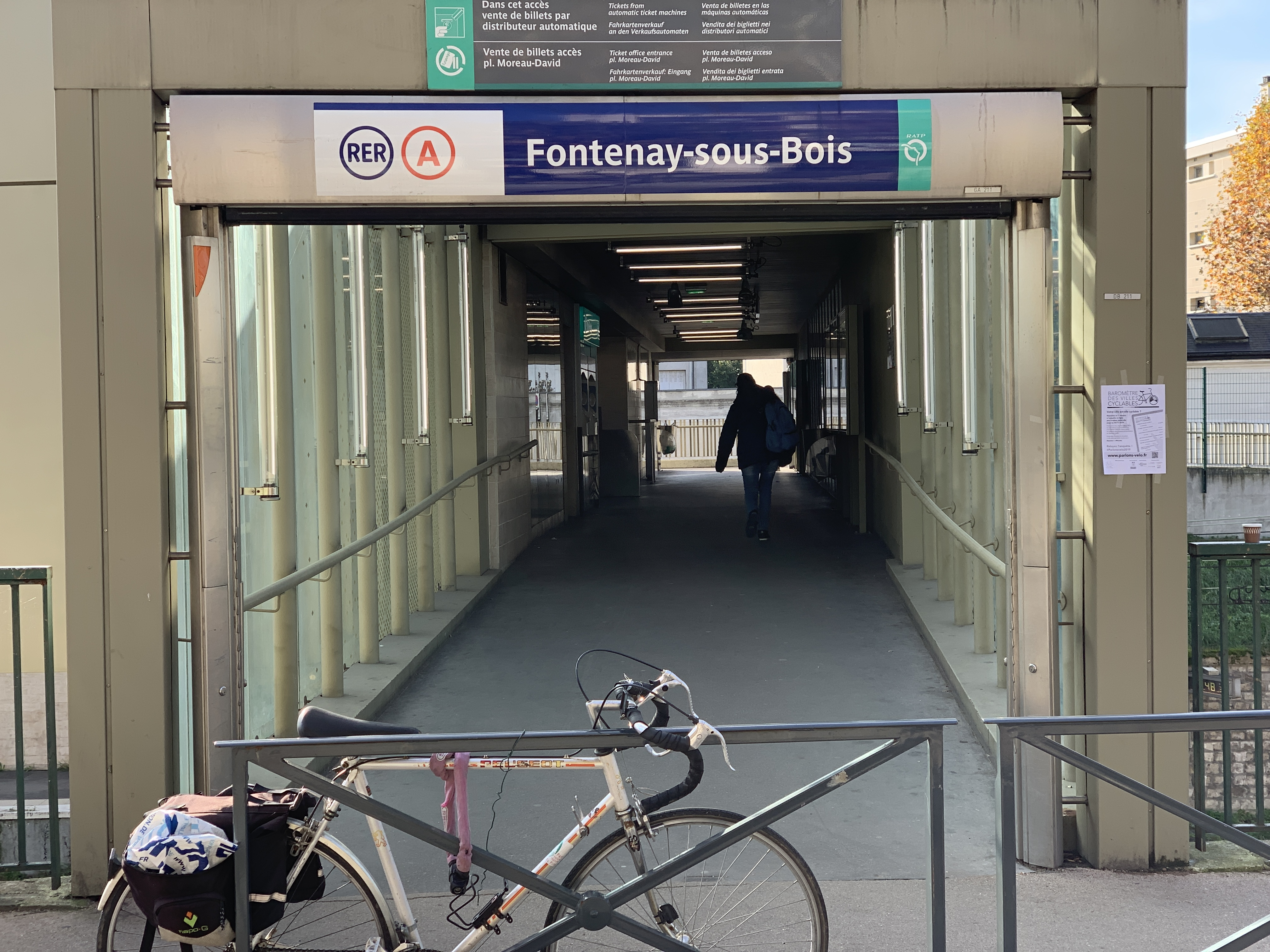
L'accès no 2 « Boulevard de Vincennes ».
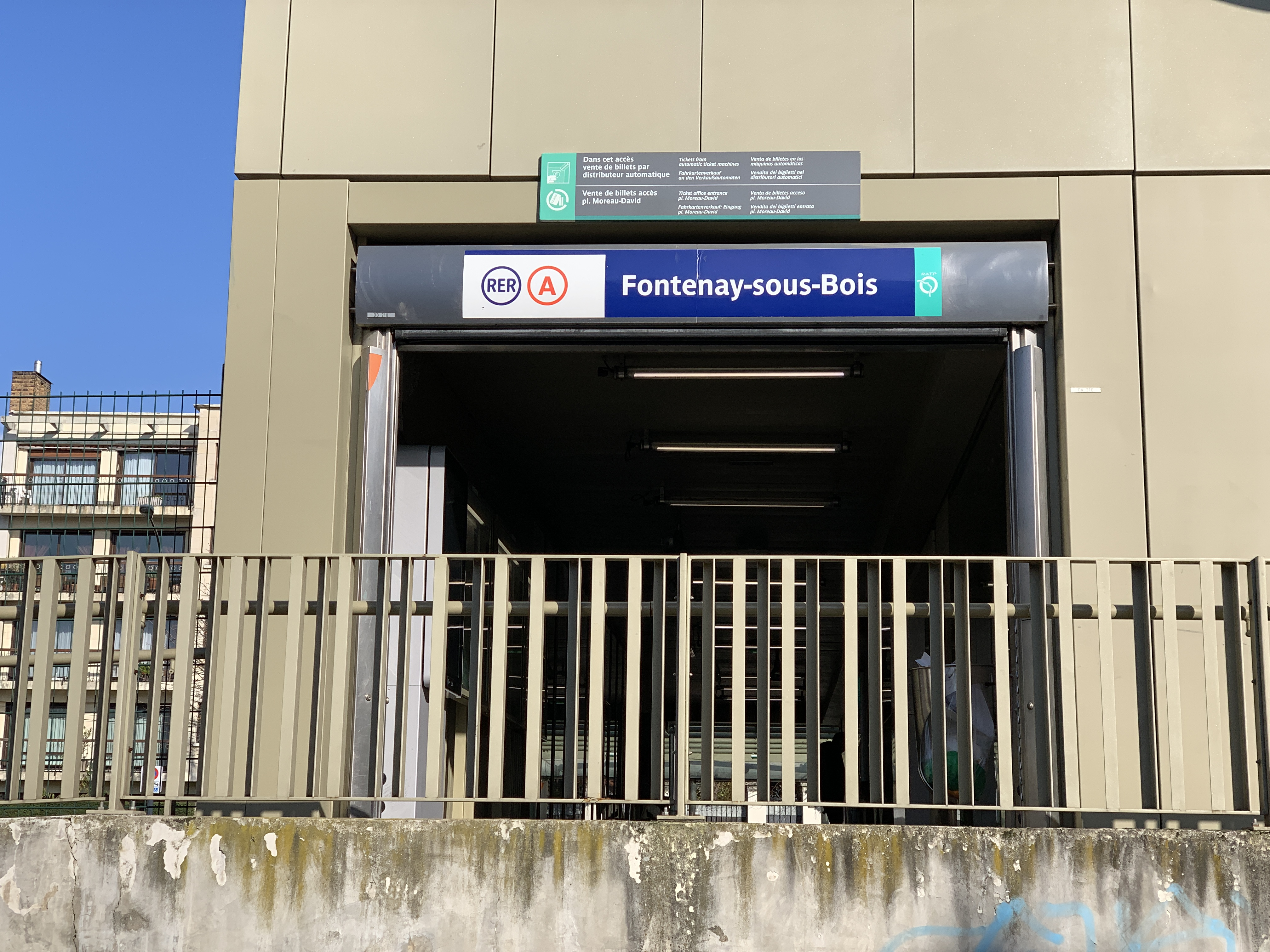
L'accès no 3 « Avenue des Charmes ».

### Desserte
La gare de Fontenay-sous-Bois est desservie à raison (par sens) d'un train toutes les 10 minutes aux heures creuses, de 6 à 12 trains par heure aux heures de pointe et, en soirée, d'un train toutes les 15 minutes.

### Intermodalité
La gare est desservie par les lignes 124 et 210 du réseau de bus RATP.

## Projets
Le Schéma directeur de la région Île-de-France (SDRIF) prévoit la création d'une gare de correspondance à Fontenay-sous-Bois. Il s'agit de faire de cette dernière une véritable gare de bifurcation des branches est de la ligne, celles de Marne-la-Vallée - Chessy et de Boissy-Saint-Léger. Cela implique la création de nouveaux quais sur la branche de Marne-la-Vallée. La gare de Fontenay-sous-Bois ne fera plus partie de la branche de Boissy-Saint-Léger ; le moment venu, elle sera intégrée dans le tronçon central de la ligne. La gare de Vincennes ne jouera plus le rôle de gare de bifurcation des deux branches orientales. Le SDRIF prévoit ce projet de gare de bifurcation pour la période 2014 - 2020. Néanmoins, il n'a pas été repris dans le schéma directeur du RER A.

## À proximité
- Le bois de Vincennes

## Galerie de photographies

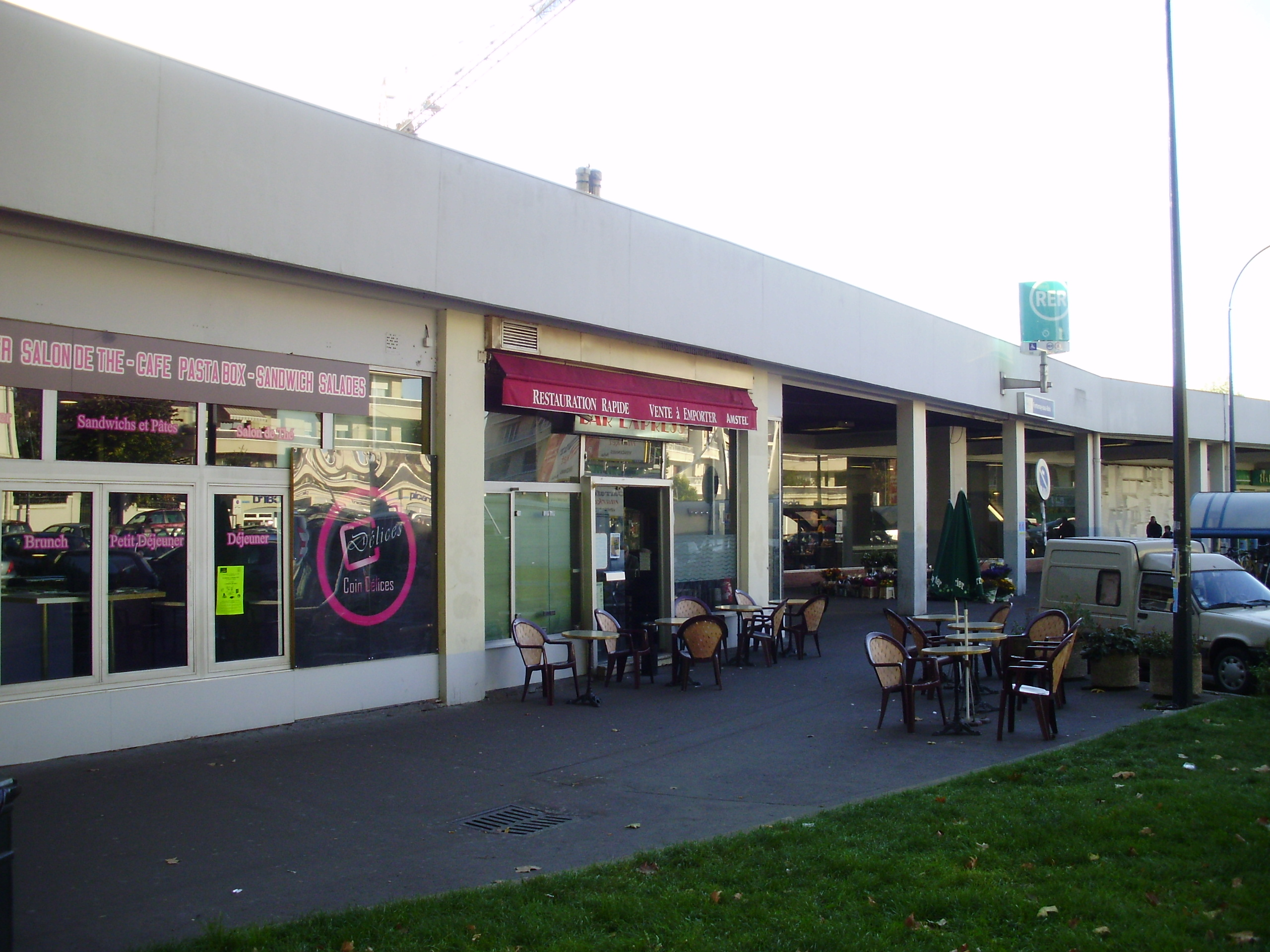
Entrée principale de la gare.
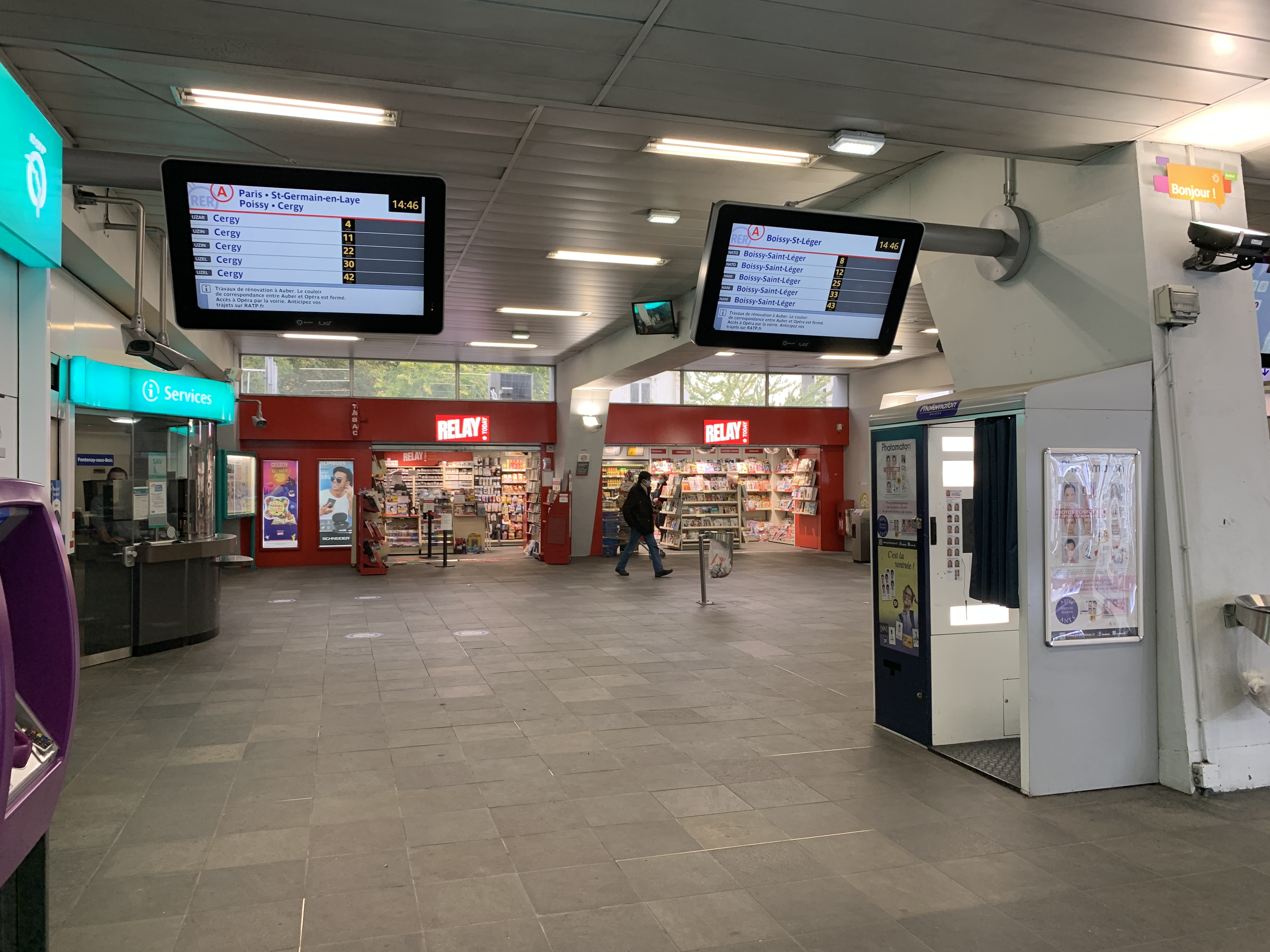
Hall de la gare en 2020.
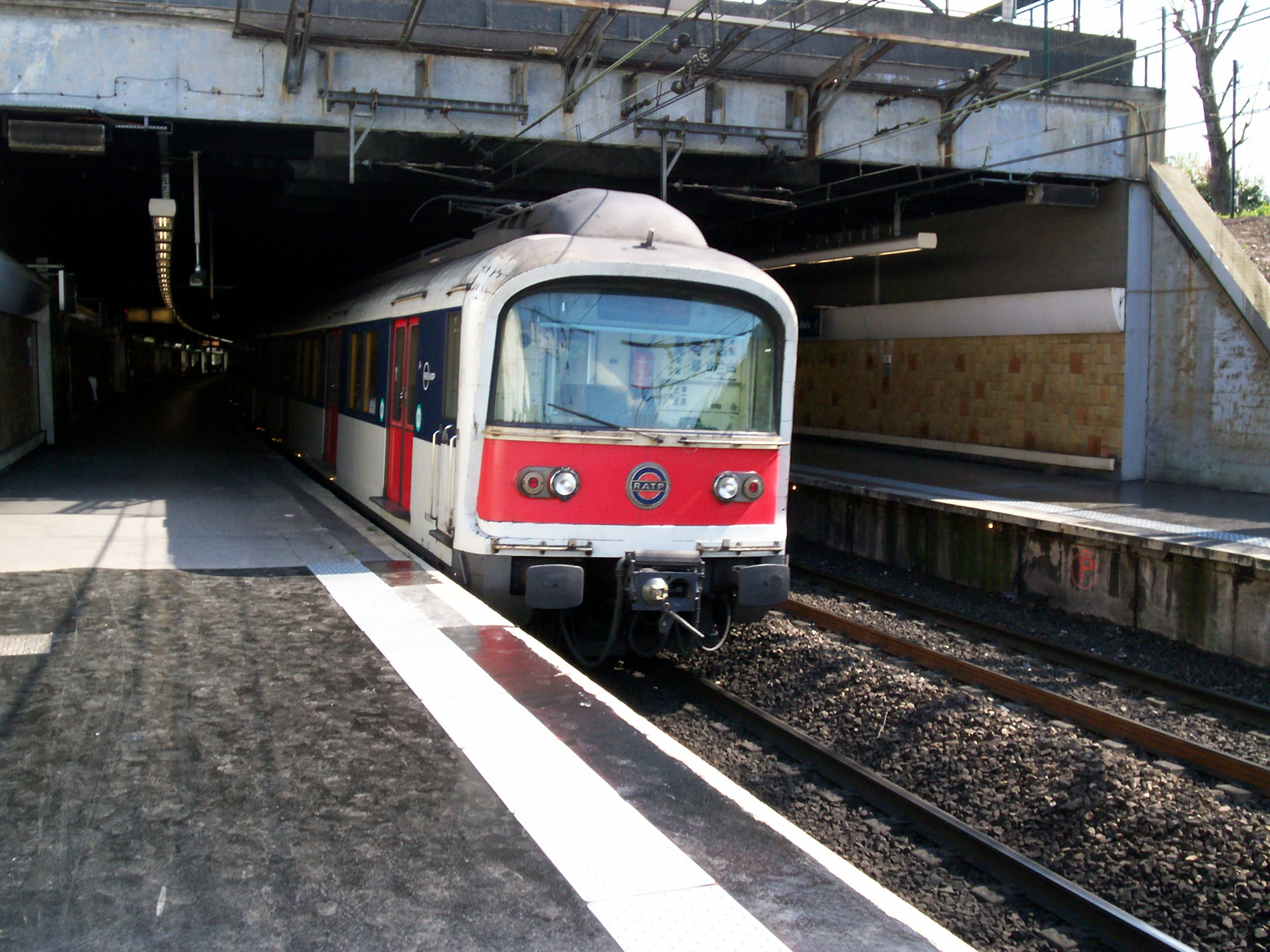
Rame MS 61 à l'arrêt (quai pour Boissy-Saint-Léger).
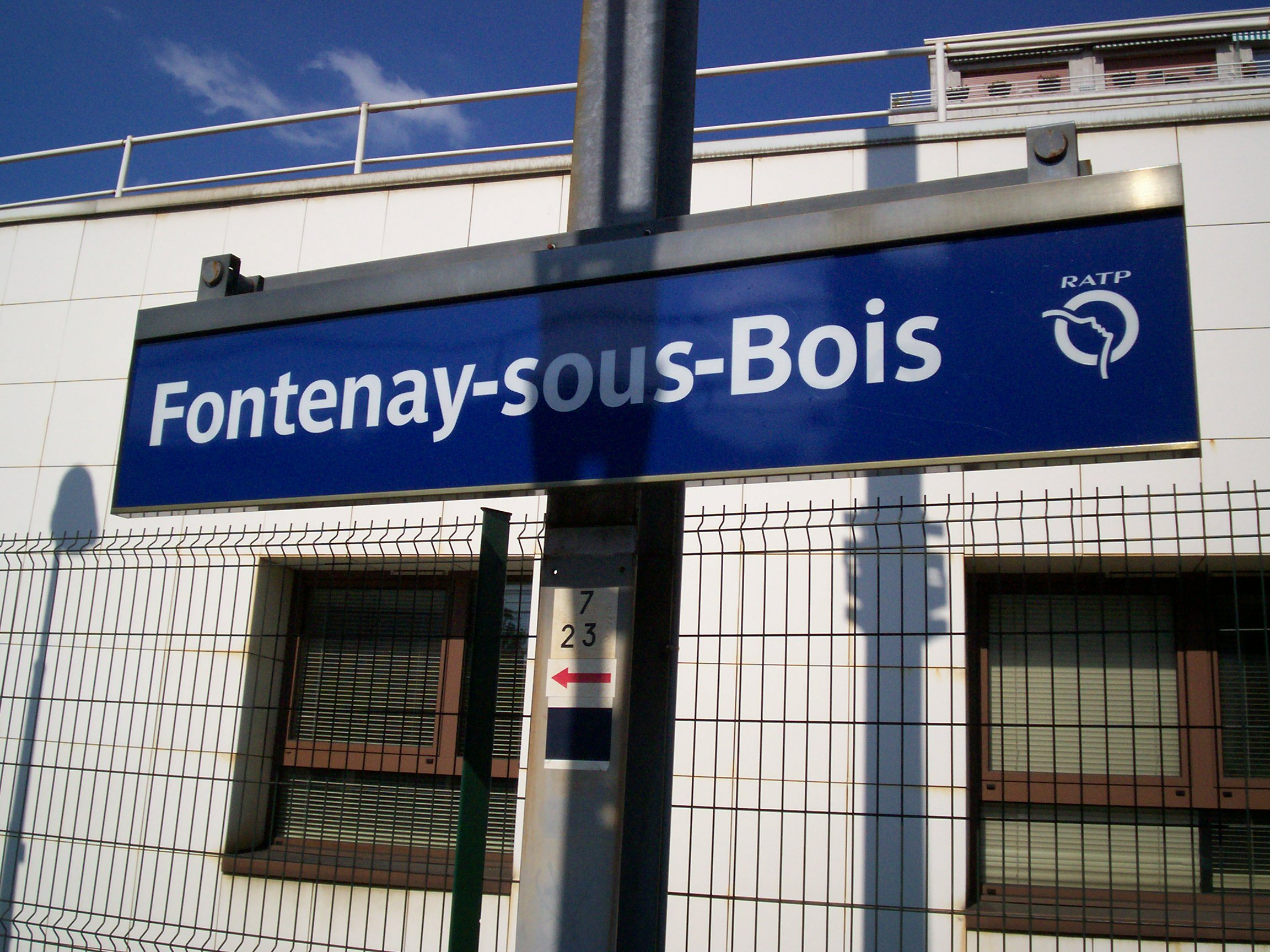
Panneau indiquant le nom de la gare.